# Retsina

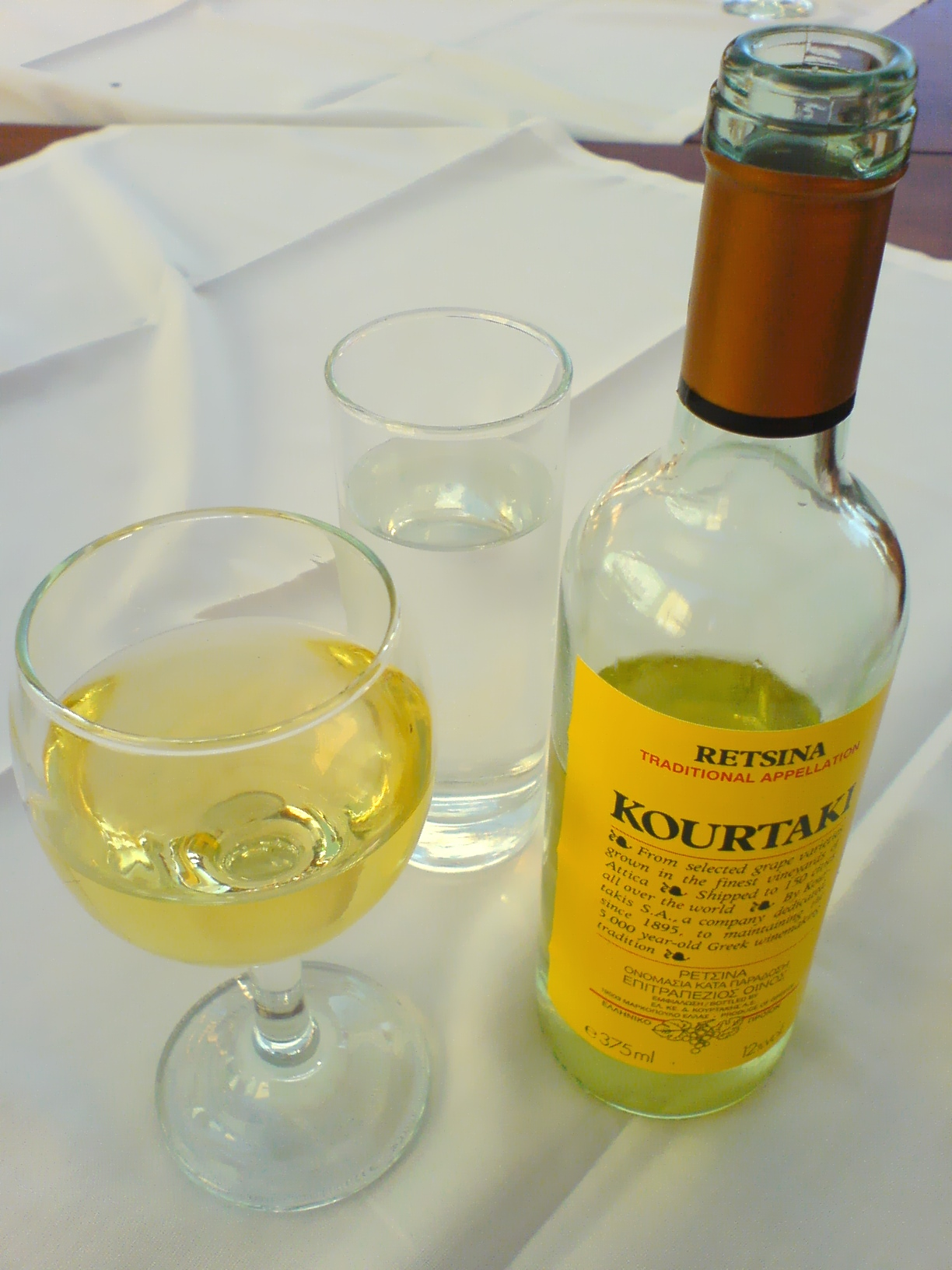
Retsina

Retsina (czasem retzina, nwgrc.: Ρετσίνα) – popularne greckie wino aromatyzowane, wyrabiane z dodatkiem żywicy sosny alepskiej. Produkowana przede wszystkim w regionie Attyki, wokół Aten. Retsina uzyskała oficjalny status wyrobu regionalnego. Roczna produkcja sięga 500 000 hl. Na cześć napoju nazwano asteroidę (2303) Retsina.

## Winogrona i wino
Wino, o złotożółtym kolorze najczęściej produkuje się z odmiany savatiano (często używa się także nazwy savvatiano). Spośród innych odmian używa się muscatów, asirtiko i rhoditis. Wino retsina występuje w trzech odmianach: podstawowej białej, a rzadziej czerwonej i różowej. Zapach retsiny jest specyficzny i może kojarzyć się z terpentyną. 

## Żywica w retsinie
W starożytności żywicą nasączano porowate amfory, w których przechowywano wina. Najstarsze znalezione ślady pochodzą z XIII w. p.n.e. Żywica służyła konserwacji, ograniczeniu parowania przez pory albo zamaskowaniu zapachu kwaśniejącego wina. Niegdyś żywicą nasączano amfory albo beczki, później zaczęto ją dodawać bezpośrednio do moszczu. Jej zawartość nie przekracza 10 g/l.

## Retsina w tradycji greckiej
Trunek ma zarówno zagorzałych zwolenników, jak i przeciwników; chętnie jest pijany zwłaszcza przez starsze pokolenie i turystów. Niektóre tawerny nabywają moszcz winny i winifikują go z dodatkiem żywicy we własnym zakresie. Podobnie jak inne białe wina retsinę podaje się schłodzoną do ok. 8-10 °C. W przeciwieństwie do innych win, do serwowania retsiny zamiast kieliszków używa się szklaneczek. Typowymi zestawieniami kulinarnymi są dania kuchni greckiej: ryby, owoce morza i lekkie dania mięsne. Grecy chętnie piją retsinę do przekąsek (meze, odpowiednik hiszpańskich tapas).